# گمراه (فیلم ۲۰۲۳)
گمراه (انگلیسی: Astray) (به هندی: Gumraah) فیلم هندی جنایی هندی-زبان، محصول سال ۲۰۲۳ است که کارگردانی آن را واردهان کیتکار بر عهده داشت. بازیگران اصلی فیلم آدیتیا روی کاپور در اجرای دو نقش به همراه مرونال تاکور و رونیت روی هستند. این فیلم بازساخته‌ای از فیلم سرنخ (۲۰۱۹) (به هندی: Thadam) است. فیلم گمراه در روز ۷ آوریل ۲۰۲۳ اکران گردید. فیلم به خاطر سکانس‌های اکشن مورد تحسین قرار گرفت، ولی از لحاظ تجاری موفق نبود و اکران ناموفقی را پشت سر گذاشت.